# 磯野行信
磯野 行信（いその ゆきのぶ、1550年(天文18年)〜1582年(天正10年)）は戦国時代の武士。
磯野員昌の庶子。母は不明。

## 生涯
元亀元年（1570年）6月28日の姉川の戦いでは、織田軍に深く斬り込んだ、父磯野員昌と共に、一時は織田信長の本陣近くにまで迫ったが、後に控えていた織田側の稲葉一鉄、氏家卜全、安藤守就らが駆け付け、その後、朝倉軍を撃破した徳川家康軍の増援もあり、浅井側は総崩れとなり敗退した。この員昌の織田本陣に迫る猛攻は、「員昌の姉川十一段崩し」という逸話として残っている。
この戦で初陣ながら、13人の首級を挙げたと伝わる。
しかし、姉川の戦いの後、浅井氏の小谷城との陸路は横山城を拠点とした織田軍により分断され、佐和山城は敵中に孤立する状態となっていた。そのため、父員昌は翌年の元亀2年（1571年）2月24日、佐和山城を攻撃された際に父と共に信長に降伏した。
天正10年(1582年)本能寺の変で信長の長男織田信忠を護衛していたが、明智軍の大軍に攻めいられ最後まで奮闘し、自害する信忠を見届け二条新御所が焼け落ちる前に僅かな臣下と共に敗走するが、領地近江国に入る直前には行信と臣下の8名だけになっており、山中で休息を取っている最中に捜索していた明智軍に見つかり斬り合いになり4人を討ち取るが、明智軍の兵に横槍を突かれ負傷し死を覚悟した行信は、「この首討ち取って手柄とせよ」と言い残し自害。享年32歳。
この行信の死に父員昌はおおいに悲しみ、その後羽柴秀吉に仕え、山崎の戦いで明智軍を打ち破った。この戦で行信の首を取った兵を討ち取ったと伝えられる。